# Distretti congressuali del Maine

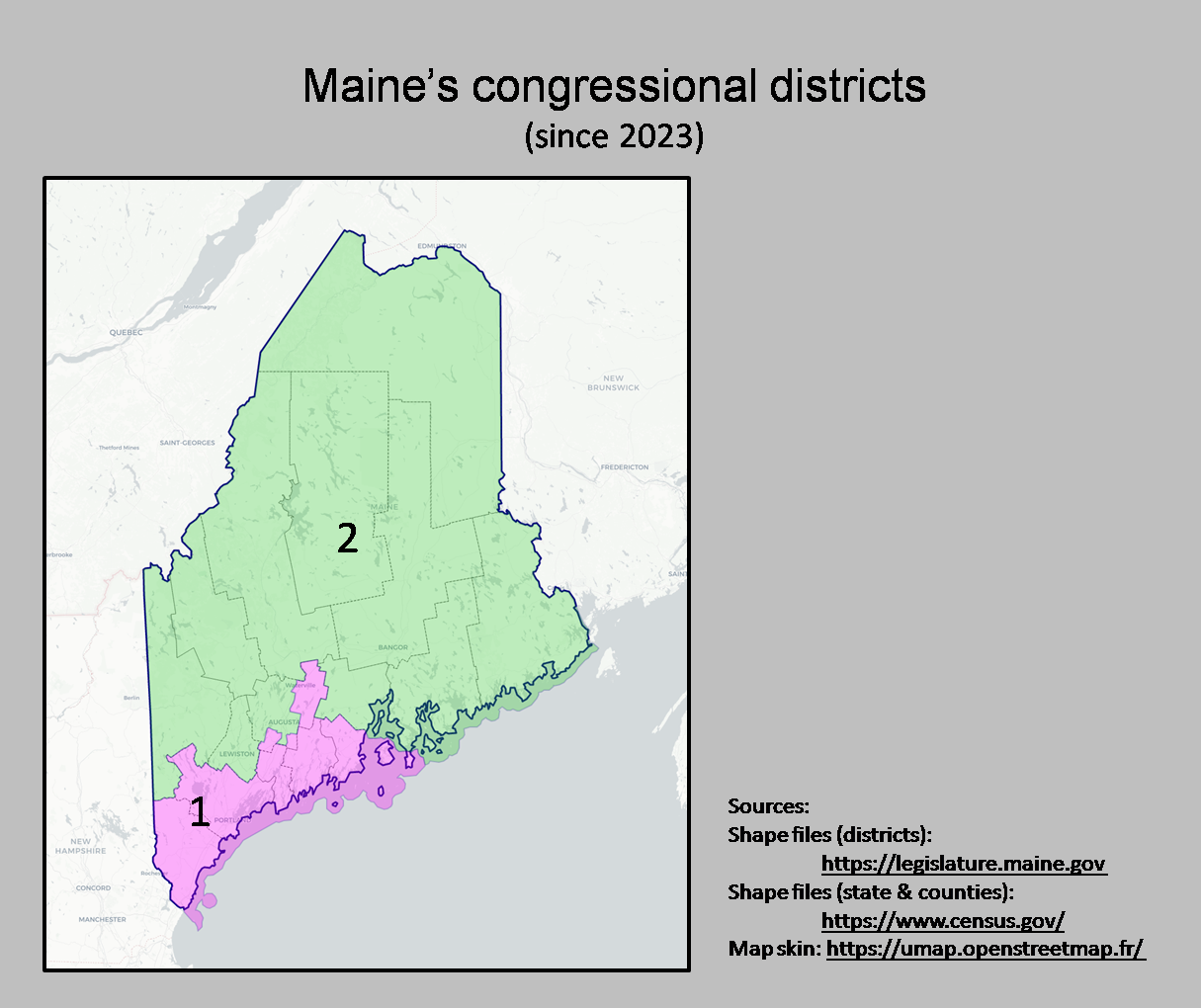
Distretti congressuali del Maine

Lo stato del Maine è diviso in 2 distretti congressuali, ognuno rappresentato da un rappresentante alla Camera dei rappresentanti degli Stati Uniti.
I distretti sono attualmente rappresentati al 119º Congresso degli Stati Uniti d'America tutti da democratici.

## Distretti e rispettivi rappresentanti
| Distretto | Rappresentante  | Partito     | CPVI | In carica dal  | Mappa del distretto |
| --------- | --------------- | ----------- | ---- | -------------- | ------------------- |
| 1°        | Chellie Pingree | Democratico | D+11 | 3 gennaio 2009 |                     |
| 2°        | Jared Golden    | Democratico | R+4  | 3 gennaio 2019 |                     |

## Cronologia delle configurazioni
Le tabelle riportano le mappe dei confini dei distretti congressuali dello stato del Maine, presentati in maniera cronologica. Vengono mostrati tutti i cicli di modifica periodica dei distretti dal 1973 ad oggi.
| Anno      | Cartina dello stato |
| --------- | ------------------- |
| 1973–1982 |                     |
| 1983–1992 |                     |
| 1993–1994 |                     |
| 1995–2002 |                     |
| 2003–2004 |                     |
| 2005–2013 |                     |
| 2013-2023 |                     |
| Dal 2023  |                     |

## Distretti obsoleti
- Distretto congressuale at-large del Maine
- 3º Distretto congressuale del Maine
- 4º Distretto congressuale del Maine
- 5º Distretto congressuale del Maine
- 6º Distretto congressuale del Maine
- 7º Distretto congressuale del Maine
- 8º Distretto congressuale del Maine